# Máy tính bảng Samjiyon
Máy tính bảng Samjiyon (tiếng tiếng Hàn: 판형 콤퓨터 삼지연) là một máy tính bảng Android của Bắc Triều Tiên được phát triển bởi Viện Nghiên cứu Công nghệ Đa phương tiện thuộc Trung tâm Máy tính Triều Tiên. Đây là máy tính bảng đầu tiên của Triều Tiên có thể nhận các chương trình truyền hình. Samjiyon bao gồm một trình duyệt hỗ trợ mạng nội bộ Kwangmyong của Triều Tiên. Tuy nhiên, nó không có hỗ trợ Wi-Fi. Các máy tính bảng này được cho là được chế tạo ở Trung Quốc và phần mềm đã được bản địa hóa cho Bắc Triều Tiên.